# Clube da Esquina (álbum)
Clube da Esquina é um álbum de estúdio colaborativo dos músicos brasileiros Milton Nascimento e Lô Borges, lançado como um álbum duplo em março de 1972 pela EMI-Odeon Records. Foi o quinto álbum de estúdio de Nascimento e o primeiro de Lô, após o qual este seguiu carreira solo. A dupla gravou o álbum em novembro de 1971 na Praia de Piratininanga, em Niterói, e no Odeon Studios, no Rio de Janeiro, onde colaboraram com músicos do coletivo musical homônimo, o qual ajudaram a fundar.
Musicalmente, Clube da Esquina apresenta uma mistura de MPB, pop barroco, folk e jazz pop com elementos de rock, psicodelia e música clássica. Concebido em um momento de tensão política no Brasil ditatorial, explora temas como amizade, liberdade e juventude. A capa, fotografada por Carlos da Silva Assunção Filho, mais conhecido como Cafi, mostra dois meninos, Cacau e Tonho, em uma estrada de terra perto de Nova Friburgo, na serra do Rio de Janeiro, perto de onde moravam os pais adotivos de Nascimento.
Clube da Esquina recebeu críticas negativas da crítica brasileira contemporânea, que o considerou "pobre e descartável" e não compreendeu a mistura de gêneros e influências do álbum. Mesmo assim, foi um sucesso comercial no Brasil e no exterior. Com a ajuda da oralidade e da mudança na percepção da crítica, recebeu elogios retrospectivos. Apresentado no livro de referência 1001 Álbuns que Você Precisa Ouvir Antes de Morrer (2010), de Colin Larkin, Clube da Esquina foi eleito o Maior Álbum Brasileiro de Todos os Tempos pelo podcast Discoteca Básica em 2022, com a revista Paste o classificando como o nono melhor álbum de todos os tempos em 2024.
Após seu lançamento, uma sequência, Clube da Esquina 2, foi lançada em 1978, expandindo a discografia coletiva do original, incorporando uma gama mais ampla de colaborações. Embora cantado principalmente por Milton Nascimento, o álbum teve participação reduzida de Lô Borges e incluiu contribuições de vários artistas, como Elis Regina, Chico Buarque e Francis Hime.

## Contexto

O Clube da Esquina, retratado na imagem com o ex-presidente Juscelino Kubitscheck.

Quando Lô Borges tinha apenas dez anos, sua mãe pediu para ele ir comprar ovo e leite. Ao invés de usar o elevador, já que ele morava em um prédio no 17º andar, ele desceu as escadas. Ao chegar na rua, Lô viu um jovem de vinte anos tocando violão, Milton Nascimento. Fascinado pela música, Lô se aproximou, e ali começou uma conexão que marcaria a vida de ambos. Nascimento passou a frequentar a casa de Lô para ensiná-lo a tocar violão e compor, criando canções juntos.
O movimento musical Clube da Esquina surgiu da forte amizade entre Milton, Lô, e seus irmãos Marilton e Márcio Borges, na esquina das ruas Divinópolis e Paraisópolis, no bairro Santa Tereza, em Belo Horizonte, durante a década de 1960. Essa amizade começou em 1963, quando Nascimento se mudou para a capital com o intuito de estudar e trabalhar. Ele havia saído de Três Pontas, sua cidade natal, onde tocava na banda W's Boys com o pianista Wagner Tiso; já com Marilton, ele se apresentou à noite no grupo Evolusamba. Ao compor e tocar com os amigos, seu talento começou a se destacar, levando-o ao reconhecimento após vencer o Festival de Música Popular Brasileira e ter uma de suas canções, "Canção do Sal", gravada pela então emergente Elis Regina.
Durante esse período, os integrantes do futuro Clube da Esquina eram profundamente influenciados por diversas vertentes musicais, destacando-se entre elas os Beatles e Frédéric Chopin. As inovações melódicas, harmônicas e estruturais do quarteto inglês inspiraram Milton, Lô e seus parceiros a explorarem novas combinações musicais. Assim como os Beatles misturavam rock com música clássica e elementos de culturas globais, o Clube da Esquina buscava integrar ritmos brasileiros, jazz, e MPB em suas composições, criando uma sonoridade única e universal.

## Gravação
O álbum foi gravado em Mar Azul, um recanto da praia de Piratininga, em Niterói, em novembro de 1971, em um estúdio de apenas dois canais. A gravação foi marcada por um ambiente de intensa colaboração entre os músicos, com muitas improvisações e experimentações, Márcio Borges e Fernando Brant trabalhavam nas letras, enquanto musicistas como Toninho Horta desenvolviam ideias musicais. O lançamento do álbum não foi fácil, pois o governo militar impôs diversas restrições à produção cultural. Márcio conta que, a partir da composição de Clube da Esquina, Milton e Lô passaram a compor mais e mais, a ponto de parecerem, nas palavras do poeta, "uma espécie de entidade híbrida, homogênea, autóctone, constituída de duas cabeças, quatro mãos e dois violões".

## Título e capa
(...) A gente estava no fusquinha, numa estrada dessas, e tinha dois garotos ali parados. Eu parei o carro e falei, não sei se fui eu ou o Cafi que falou: "fotografa isso". E fotografou, foi assim da janela, de dentro do fusca; a gente fotografou e foi embora.

Ronaldo Bastos
O título Clube da Esquina alude a um local de encontro para uma amizade entre músicos situado na esquina das ruas Divinópolis e Paraisópolis. Essa esquina foi onde Nascimento, os irmãos Borges — especialmente Lô Borges — e outros artistas mineiros se reuniam para compartilhar ideias, tocar música e criar. Como relatou Lô em relação ao título: "Sempre que ele (Milton) voltava pra Belo Horizonte, ele perguntava: "Cadê o Lô?". E a mãe dele falava: "O Lô 'tá lá na esquina, num lugar que eles chamam de Clube da Esquina. O Lô fica o dia inteiro tocando violão lá." Lô Borges começava a compor a melodia de uma canção que eles acabaram chamando de "Clube da Esquina", com a ideia de fazer uma homenagem àquela esquina tão importante para eles.
Durante anos, acreditava-se que os garotos da capa do álbum eram Milton e Lô quando crianças. Na verdade, porém, eram Antônio Carlos Rosa de Oliveira, o Cacau, e José Antônio Rimes, o Tonho, em uma estrada de terra nas proximidades de Nova Friburgo, região serrana fluminense, e próximo de onde moravam os pais adotivos de Nascimento. Para Carlos da Silva Assunção Filho, o Cafi, que concebeu a fotografia, a arte da capa representaria "a ruralidade do Clube da Esquina". A dupla presente na fotografia, Cacau e Tonho, passou quatro décadas sem saber que estava em uma das capas de álbum mais destacadas do país. Em 2012, os dois souberam da foto por meio do jornal Estado de Minas. A reportagem falava sobre os 40 anos do álbum e os encontrou para recriar a capa com Cacau e Tonho, já adultos.
Desde então, os dois meninos pedem R$ 500,000 por danos morais e uso indevido da imagem. O fotógrafo da capa, Cafi, morreu no início de 2019. Em primeira instância, ocorrida em setembro de 2023, a Justiça do Rio de Janeiro deu ganho de causa a Milton Nascimento e a Lô Borges, cantores tornados réus na ação movida por Antônio e José da capa do álbum.

## Recepção crítica e legado
| Críticas profissionais | Críticas profissionais |
| Pontuações agregadas   | Pontuações agregadas   |
| Fonte                  | Avaliação              |
| ---------------------- | ---------------------- |
| Album of the Year      | 88/100                 |
| Avaliações da crítica  |                        |
| Fonte                  | Avaliação              |
| Allmusic               | [ 32 ]                 |
| Pitchfork              | 9.5/10                 |
| Rolling Stone          | [ 34 ]                 |

Na época do lançamento, a crítica especializada, segundo relato de Márcio Borges, não avaliou o álbum de forma positiva: "Naturalmente, os críticos foram horríveis. Ficavam querendo comparar Bituca (Milton) com Caetano (Veloso) e Chico Buarque, não entendiam nada daquele ecumenismo interracial, internacional, interplanetário, proposto pelas dissonâncias atemporais de Bituca. Desprezavam os achados de Chopin e o zelo beatlemaníaco do menino Lô."
Clube da Esquina chamou a atenção pelas composições engajadas e a miscelânea de sons. O álbum foi eleito na lista organizada pela revista Rolling Stone Brasil como o sétimo dos "100 Maiores Discos da Música Brasileira". Em setembro de 2012, foi eleito pelo público da rádio Eldorado FM, do portal virtual Estadão e do Caderno C2+Música como o segundo melhor disco brasileiro da história. Em 2022, o disco foi eleito como o "Melhor Disco Brasileiro de Todos os Tempos", pelo podcast Discoteca Básica, que ouviu 162 especialistas. Em resenhas profissionais, Clube da Esquina segue tido como um dos álbuns mais marcantes da carreira de Milton Nascimento e Lô Borges, assim como da própria Música Popular Brasileira. Na revista Paste, foi eleito o nono melhor álbum de todos os tempos. A revista Spin classificou o álbum em 19º lugar em sua lista dos 50 melhores álbuns de 1972.
Em 2017, o rapper Djonga parodiou a capa de Clube da Esquina em seu álbum de estreia, Heresia, mas ao invés das crianças, vemos o próprio artista na capa. Em 2018, foi lançado o livro Milton Nascimento e Lô Borges – Clube da Esquina (2018), de Paulo Thiago de Mello, contando os bastidores e o contexto histórico do álbum.

## Lista de faixas
Todas as faixas escritas e compostas por Milton Nascimento, Lô Borges, Márcio Borges, Ronaldo Bastos e Fernando Brant, exceto as indicadas.
| Lado um |                           |                          |         |  |
| N.º     | Título                    | Solista(s)               | Duração |  |
| 1.      | "Tudo Que Você Podia Ser" | Nascimento               | 2:56    |  |
| 2.      | "Cais"                    | Nascimento               | 2:45    |  |
| 3.      | "O Trem Azul"             | Lô Borges                | 4:05    |  |
| 4.      | "Saídas e Bandeiras nº 1" | Beto Guedes e Nascimento | 0:45    |  |
| 5.      | "Nuvem Cigana"            | Nascimento               | 3:00    |  |
| 6.      | "Cravo e Canela"          | Lô Borges e Nascimento   | 2:32    |  |

| Lado dois |                                    |            |         |  |
| N.º       | Título                             | Solista    | Duração |  |
| 7.        | "Dos Cruces" (Carmelo Larrea)      | Nascimento | 5:22    |  |
| 8.        | "Um Girassol da Cor do Seu Cabelo" | Lô Borges  | 4:13    |  |
| 9.        | "San Vicente"                      | Nascimento | 2:47    |  |
| 10.       | "Estrelas"                         | Lô Borges  | 0:29    |  |
| 11.       | "Clube da Esquina nº 2"            | Nascimento | 3:39    |  |

| Lado três |                                             |                           |         |  |
| N.º       | Título                                      | Solista(s)                | Duração |  |
| 12.       | "Paisagem da Janela"                        | Lô Borges                 | 2:58    |  |
| 13.       | "Me Deixa em Paz" (Monsueto, Ayrton Amorim) | Alaíde Costa e Nascimento | 3:06    |  |
| 14.       | "Os Povos"                                  | Nascimento                | 4:31    |  |
| 15.       | "Saídas e Bandeiras nº 2"                   | Guedes e Nascimento       | 1:31    |  |
| 16.       | "Um Gosto de Sol"                           | Nascimento                | 4:21    |  |

| Lado quatro    |                        |                     |         |  |
| N.º            | Título                 | Solista(s)          | Duração |  |
| 17.            | "Pelo Amor de Deus"    | Nascimento          | 2:06    |  |
| 18.            | "Lilia"                | Nascimento          | 2:34    |  |
| 19.            | "Trem de Doido"        | Lô Borges           | 3:58    |  |
| 20.            | "Nada Será Como Antes" | Guedes e Nascimento | 3:24    |  |
| 21.            | "Ao Que Vai Nascer"    | Nascimento          | 3:21    |  |
| Duração total: | Duração total:         | Duração total:      | 64:22   |  |

## Ficha técnica
Todo o processo de elaboração de Clube da Esquina atribui os seguintes créditos:
- Milton Nascimento – vocais principais (1, 2, 4-7, 9, 12-18, 20, 21), vocais de apoio (10, 11, 19), guitarra clássica (2, 4, 7, 11, 13-15, 17, 18, 21), piano (2, 5, 16)
- Lô Borges – vocais principais (3, 6, 8, 10, 11, 19), vocais de apoio (3, 8, 19), vocais adicionais (17, 20), guitarra clássica (1, 10), guitarra elétrica (3, 5, 9, 11, 19), percussão (13, 15), piano (8, 12)
- Beto Guedes – vocais principais (4, 15, 20), vocais de apoio (3, 8, 10, 12, 19), baixo elétrico (1, 3, 4, 8, 9, 12, 15, 21), guitarra elétrica (7, 17, 19, 20), violão de doze cordas (5), percussão (6, 9, 13, 18)
- Tavito – violão de doze cordas (1), guitarra elétrica (6, 8, 12, 18, 20), guitarra clássica (7, 9), percussão (14), vocais de apoio (9)
- Wagner Tiso – vocais de apoio (10), órgão (1-3, 7, 8, 11, 13, 14, 17-19, 21), piano (6, 7, 9, 13, 14, 20, 21) piano elétrico (17)
- Toninho Horta – vocais de apoio (8, 10), guitarra clássica (6), guitarra elétrica (1, 3, 21), baixo elétrico (5, 7, 19, 20), percussão (2, 4, 15, 17, 18)

Músicos adicionais
- Robertinho Silva – bateria (1, 3, 6, 11, 13, 14, 20), vocais de apoio (10), percussão (2, 6, 7, 9, 17, 18, 21)
- Luiz Alves – baixo acústico (2, 5, 7), baixo elétrico (6, 11, 13, 14, 17, 18, 21), percussão (1, 6, 7, 9)
- Nelson Angelo – guitarra elétrica (4, 8, 11, 12, 15), percussão (7, 9, 13, 18), piano (17)
- Rubinho – bateria (4, 5, 7-9, 12, 15, 17-19, 21), percussão (1)
- Alaíde Costa – vocais principais (13)
- Gonzaguinha – vocais de apoio (10)
- Raul de Souza – trombone

Produção musical
- Milton Nascimento – supervisão musical
- Milton Miranda – direção de produção
- Lindolfo Gaya – direção musical
- Jorge Teixeira, Nivaldo Duarte e Zilmar de Araújo - engenharia de gravação
- Paulo Moura – condução de orquestra (5, 8, 16)
- Wagner Tiso – condução de orquestra
- Eumir Deodato – arranjo (8, 11, 16)

Produção gráfica
- Cafi – fotografia e layout
- Juvena Pereira – fotografia